# 罗伯特·庞德
罗伯特·维维安·庞德（英語：Robert Vivian Pound，1919年5月16日—2010年4月12日），美国物理学家，协助发现了核磁共振（NMR），并设计了著名的庞德–雷布卡实验以检验广义相对论。他在没有获得研究生学位时就已经成为了哈佛大学的物理学终身教授。

## 生平
庞德出生于安大略省Ridgeway。
庞德也是在稳定光腔中锁定激光频率的庞德-德雷弗-霍尔技术的发明者之一。